# Ferdinand Hložník
Ferdinand Hložník (18. listopadu 1921, Svederník u Žiliny – 27. února 2006, Bratislava) byl slovenský malíř a ilustrátor.
Ferdinand Hložník se narodil ve Svederníku u Žiliny, žil a tvořil v Bratislavě, kde i zemřel. V letech 1942 – 1946 studoval na oddělení kreslení a malování na Slovenské vysoké škole technické v Bratislavě u profesorů Jána Mudrocha, Gustáva Mallého, Dezidera Millyho a Maximiliána Schurmanna.
Na konci 40. a začátkem 50. let se věnoval pedagogické činnosti jako profesor kreslení na gymnáziu v Jure a později na reálném gymnáziu v Bratislavě a systematicky se začínal zajímat o ilustraci. Od roku 1945 působil v Skupině 29. Augusta.
Od roku 1952 působil jako samostatný umělec. Ilustroval učebnice, knihy a pedagogické pomůcky. V malířské tvorbě konce 40. let jako mladý umělec postupně hledal svůj způsob umělecké výpovědi. Nacházel inspiraci v kubizmu. Později v 50. letech, když ho oslovilo i téma válečného utrpení, které sám jako mladý zažil, zároveň se však často vracel do svého rodiště na svedernícké pole a pastviny, okolí Váhu, ale i na Oravu a Kysuce, experimentoval s formou, která se postupně v průběhu 60. let vykrystalizovala na formu abstrahující tvar, kladoucí důraz na strukturu a barevnost malby. Takovýto způsob malby se stává pro něj ve volné tvorbě typický, i když paradoxně je známější jeho realističtější krajinářské dílo, které však ani zdaleka není jeho těžištěm. Společně s bratrem Vincentem Hložníkem (1919 – 1997) absolvovali několik kreslířských cest po Slovensku, které jsou zakončené jejich společnými výstavami. Za krajinomalby nakonec získal v roku 1967 Cenu Cypriána Majerníka.
Známá jsou i díla (tempera na papíru) s tematikou Slovenského národního povstání, vytvořená u příležitosti 30. výročí SNP, přičemž se často předkládá tato část jeho tvorby jako typická. Vyplývá to však z neznalosti celkového obsahu jeho díla, protože těžiště jeho tvorby bylo především ve volné, intimní, figurální krajinářské abstraktní tvorbě. V olejomalbách, temperách ale i značném množství kreseb navazuje na ověřenou tvorbu expresivní stylizace předmětů, barevně uspořádaných ploch, které jakoby navázaly děj obrazu do surreálné polohy. Malby spojují v sobě figurální a fantazijní inspiraci, v které se objevují často osoby nebo věci jemu blízké.
Ferdinand Hložník samostatně vystavoval od roku 1962 výběrem z tvorby v Plzni a na společných výstavách od roku 1946 se Spolkem C. Majerníka. V roce 1965 vystavoval na Bienále v Sao Paolu, v Neapoli, Římě, a o rok později v Mexiku, Švédsku a Itálii. V roce 1982 mu udělili titul zasloužilý umělec. Později až do 90. let se Ferdinand Hložník pravidelně zúčastňoval kolektivních výstav. Poslední samostatnou výstavu za svého života, zaměřenou na období abstraktní tvorby 60. let měl ve výstavní síni Slovenské spořitelny v Zeleném domě v Bratislavě.
Zatím poslední výstava, na které se objevila doteď málo známá a do tehdy ještě neprezentovaná díla z druhé poloviny 90. let, byla v Povážské galerii umění v Žilině v roce 2007.
Jeho díla se objevují i na prodejních aukcích výtvarného umění, kde vždy zaujme svým jedinečným výtvarným názorem a propracovaným vizuálním ztvárněním.